# Throckmorton
Throckmorton è un comune (town) degli Stati Uniti d'America e capoluogo della contea di Throckmorton nello Stato del Texas. La popolazione era di 828 abitanti al censimento del 2010.

## Geografia fisica
Throckmorton è situata a 33°10′53″N 99°10′41″W (33.181399, -99.178173).
Secondo lo United States Census Bureau, la città ha una superficie totale di 4,29 km², dei quali 4,29 km² di territorio e 0 km² di acque interne (0% del totale).

## Società

### Evoluzione demografica
Secondo il censimento del 2010, la popolazione era di 828 abitanti.

### Etnie e minoranze straniere
Secondo il censimento del 2010, la composizione etnica della città era formata dal 93,48% di bianchi, lo 0,12% di afroamericani, lo 0,97% di nativi americani, lo 0,48% di asiatici, lo 0% di oceanici, il 4,11% di altre razze, e lo 0,85% di due o più etnie. Ispanici o latinos di qualunque razza erano il 10,27% della popolazione.